# Эффект Amazon
Влияние деятельности Интернет-магазина Amazon.com на уровень потребительских цен.
Интернет-магазин Amazon.com является лидером интернет-коммерции в США — в 2016 г. через него было осуществлено 49,1 % всех онлайн покупок (5 % от всех розничных продаж). Экономисты заметили влияние деятельности Интернет-гиганта на уровень потребительских цен.
«Эффект Amazon» — так его назвали в исследовательском отчете Goldman Sachs за 2017 г. — приводит к тому, что индексы цен на потребительские товары могут снижаться на 0,25 процентных пункта.
Подобная ситуация наблюдалась и в других странах, в частности летом 2018 японский Центробанк отмечал, что физическим магазинам приходится снижать цены, чтобы выдерживать конкуренцию с онлайн-торговцами. Базовый индекс потребительских цен из-за этого сократился на 0,1 — 0,2 п.п.
В 2003 г. похожая ситуация была отмечена в Мексике, где в то время лидером розничной торговли была сеть Walmart, которая влияла на уровень потребительских цен.